# Gryphon (gruppo musicale)
I Gryphon sono un gruppo progressive rock del Regno Unito fondato nel 1971, conosciuti per il loro insolito modo di fare musica e per i particolari strumenti utilizzati. Essi fondevano infatti nella loro musica elementi della musica medioevale, del folk fino ad arrivare al rock più moderno.

## Storia del gruppo

### Gli inizi
Il gruppo iniziò la propria attività nel 1971 dall'incontro tra Richard Harvey e Brian Gulland, entrambi studenti del Royal College of Music di Londra. 
Nonostante fossero entrambi studenti di musica classica, i due coltivavano una forte interesse per altri generi di musica. In particolare Harvey era affascinato dalla musica medioevale e rinascimentale suonava flauto e fiati antichi nel complesso Musica Reservata. Gli interessi musicali di Gulland, fagottista, andavano dalla Musica sacra ai più contemporanei folk rock e progressive rock. A questo mix di stili si aggiunse poi il contributo del chitarrista Graeme Taylor, molto appassionato di jazz e del batterista rock David Oberle.

### Il primo disco
Il primo disco del gruppo, Gryphon (1973) interamente suonato con strumenti acustici, univa motivi medievali e rinascimentali e il folk tradizionale britannico a composizioni originali della band. 
L'album portò il gruppo ad un crescente interesse da parte del pubblico e della stampa. I Gryphon tennero concerti per i più variegati spettatori a partire dai club, ai concerti rock, alle scuole, nelle prigioni, fino ad alcune esibizioni tenute nelle Cattedrali di St. Paul's e Southwark e al Victoria and Albert Museum.
Nel settembre dello stesso anno Peter Hall, direttore del National Theatre di Londra, commissionò ad Harvey e soci la composizione delle musiche per lo spettacolo La tempesta di Shakespeare. Il successo del disco portò inoltre il gruppo alle apparizioni su tutte e quattro le reti radiofoniche nazionali britanniche della BBC in una sola settimana.

### Il passaggio al progressive rock
Il secondo disco del gruppo, Midnight Mushrumps, influenzato molto dalla composizione delle musiche per La Tempesta di Shakespeare (a partire dal titolo che riprende un passaggio della commedia), pubblicato nel 1974, vede l'ingresso nel repertorio di sonorità del gruppo di elementi tipicamente appartenenti al progressive rock, quali chitarre elettriche e tastiere.
L'ingresso nel gruppo di Philip Nestor al basso arricchì ulteriormente il raggio d'azione del gruppo nello stile, pur conservando i tipici strumenti che fino ad allora li avevano contraddistinti. 
Il gruppo ora riscuoteva sempre più interesse anche da parte di chi era dedito generalmente al rock.
Il 1974 vide la pubblicazione di quello che è considerato l'opera magna del gruppo, l'album Red Queen to Gryphon Three. Questo loro terzo album, contenente solo quattro tracce completamente strumentali, al quale va aggiunta la bravura tecnica e la notevole velocità d'esecuzione raggiunta da Harvey nel suonare il flauto, li consacrò all'interno del panorama progressive, affiancandoli a nomi del calibro di King Crimson, Genesis e Yes. In particolare il chitarrista di questi ultimi, Steve Howe, li volle nel loro tour negli Stati Uniti del 1975.

### Lo scioglimento
Quello che sembrava essere l'inizio del successo, si rivelò invece esserne la fine.
Nel 1975 la band pubblicò Raindance, non più unicamente strumentale ma contenente parti cantate. L'album presentò uno stile più duro dei dischi precedenti con la prevalenza delle chitarre rispetto ai fiati a cui il pubblico dei Gryphon erano abituati. Il disco fu un fallimento e la band non pubblicò altro per i successivi due anni. Nel frattempo la formazione del gruppo iniziò a cambiare. Graeme Taylor e Philip Nestor vennero sostituiti da Bob Foster e Jonathan Davie.
L'ultimo disco del gruppo, casualmente intitolato Treason ('tradimento'), che venne pubblicato nel 1977, tentò di riavvicinarsi allo stile ed agli strumenti originari, ma il tentativo fallì ed il gruppo chiuse così la sua carriera.

### Reunion
Nel settembre del 2007 è stata annunciata l'intenzione della band di riunirsi per un nuovo album; né le peculiarità né l'esatta data di distribuzione furono pubblicate, ma era stata ipotizzata l'estate del 2008. Tuttavia, il 15 settembre 2008 la band ha annunciato tramite il proprio sito che l'album non era ancora pronto per la commercializzazione.
Il 6 giugno 2009 i Gryphon hanno dato luogo ad un concerto a Londra, al Queen Elizabeth Hall, con i 4 membri originali della band ad aprire la serata con alcune tracce del loro primo album; nel corso della serata si sono poi aggiunti il bassista Jonathan Davie e un membro inedito, il compositore Graham Preskett.
Nel 2018 pubblicano Reinvention, un nuovo album con una nuova formazione.

## Formazione
- Richard Harvey — flauto, corno, mandolino, tastiere, voce (1973-1977).
- Brian Gulland — fagotto, corno, flauto, tastiere, voce addizionale(1973-1977).
- David Oberlé — batteria, percussioni, voce (1973-1977).
- Graeme Taylor — chitarre acustiche ed elettriche, voce (1973-1975).
- Philip Nestor — basso, voce (1974-1975).
- Malcolm Bennett — basso, flauto (solo in Raindance)
- Jonathan Davie — basso (solo in Treason)
- Bob Foster — chitarra (solo in Treason)
- Andy Findon — flauto, cromorno, sassofono (2018-)
- Rory McFalane — basso (2018-)
- Graham Preskett — violino, tastiere, mandolino (2018-)

## Discografia

### Album studio
- 1973 - Gryphon
- 1974 - Midnight Mushrumps
- 1974 - Red Queen to Gryphon Three
- 1975 - Raindance
- 1977 - Treason
- 2018 - Reinvention

### Compilation
- 1991 - The Collection
- 1995 - The Collection II
- 2004 - Crossing the Styles: The Transatlantic Anthology

### Live
- 2002 - About as Curious as It Can Be (registrazioni alla BBC del 1974-75)
- 2003 - Glastonbury Carol (registrazioni alla BBC Radio 1 del 1972 e 1974)

### Singoli
- 1977 - Spring Song/Fall Of The Leaf